# Palmaraponeuros

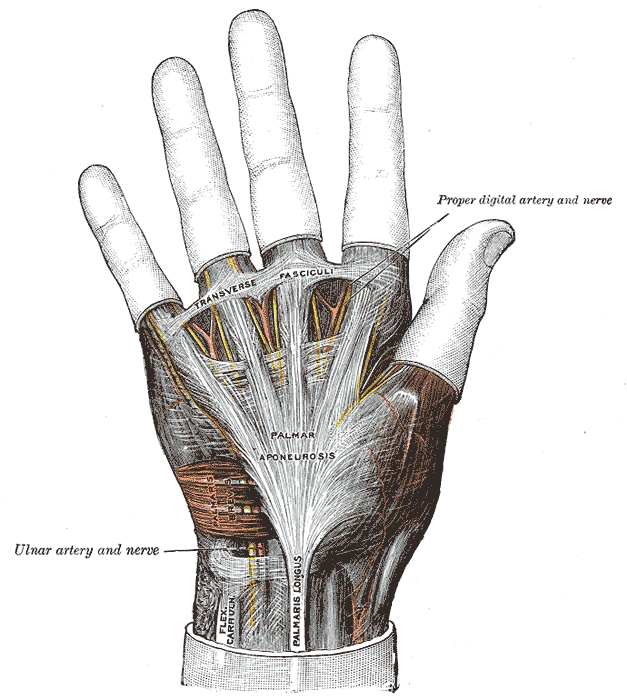
Palmaraponeurosen.
Illustration: Gray's Anatomy, 1918. (PD)

Palmaraponeuros (latin: aponeurosis palmaris) är, i människans kropp, en tjock och stark aponeuros (senhinna) i handflatan (palma manus). Huden i handflatan är fast bunden till palmaraponeurosen vilket gör att tangentiella krafter vid extension av fingrarna inte upptas av huden utan överförs till skelettet.
Aponeurosens är trekantig och upptar handflatans centrala parti. Dess proximala spets utgör en fortsättning på senan från m. palmaris longus och är i handloven (carpus) även sammanbunden med flexorretinaklet (retinaculum flexorum). Distalt strålar den med longitudinella fibrer ut till de fyra ulnara fingrarna.
I handflatan binds de longitudinella fibrerna samman av tvärgående fibrer. Distalt lämnar dessa fibrer dock tre fyrkantiga öppningar mellan de longitudinella fibrerna där man vid dissektion hittar fingrarnas kärl och nerver.
Vid knoglederna (metakarpofalangeallederna, articulationes metacarpophalangea) delas de longitudinella stråken upp i ytliga och djupa fibrer. De ytliga fibrerna fäster i huden; dels i handflatan precis vid de första vecken på fingrarnas palmarsida; och dels i fingrarnas grundfalanger. 
De djupa fibrerna delar upp sig i två septa per finger och ett marginellt septum på långfingrets radiala sida för den första lumbrikalmuskeln. Genom fascia interossea fäster de ulnara fibrerna i metakarpalbenen, i ledkapslarna längs med flexormusklernas senskidor samt i grundfalangernas bas. De djupa fibrerna fäster även i knogledernas transversella ligament (ligamentum metacarpeum transversum superficale).
Mot tummens muskelgrupp tenar (thenar) och lillfingrets muskelgrupp hypotenar (hypothenar) är palmaraponeurosen tunn och täcker delvis dessa muskler. M. palmaris brevis har sitt fäste i aponeurosens mediala kant.